# Sunifiram
A sunifiram (DM-235) kísérleti nootropikum – piperazin-származék –,  ami szignifikánsan potensebb a piracetámnál. Számos hasonló hatású és szerkezetű vegyület ismert, például az unifiram (DM-232).

## Hatásmechanizmus
1. Aktiválja az AMPA receptorok által közvetített neurotranszmissziót.[6]
2. Javítja a hosszútávú potenciációt (LTP) egy harang alakú dózis-hatás görbe alapján. Ez a hatása összefüggésben áll az AMPA receptorok foszforilációjával, amit a protein kináz II (CaMKII) közvetít, illetve az NMDA receptorok foszforilációjával, amit pedig a protein kináz C α (PKCα) közvetít. Pontosabban a sunifiram izgatja az NMDA receptorok glicin kötődési helyét, amit PKCα aktiváció követ az Src kináz által. A PKCα tevékenység fokozása hippokampális LTP-hez vezet a CaMKII aktivációja által.[7]
3. Kiküszöböli a kognitív deficiteket a CaMKII és a PKC aktiváció révén.[8] A PKC aktiváció közös mechanizmus lehet sokféle, különböző szerkezetű kogníciójavító szer között.[9]
4. Elősegíti az acetilkolin-felszabadulást az agykéregben.[10]

## Veszélyek
Egyelőre semmilyen kutatást nem végeztek a sunifiram veszélyeinek felmérésére, sem állatoknál, sem embereknél.
A PKCα aktivációja önmagában is veszélyes lehet.

## Alternatívák
A nefiracetam egy gyógyszer hasonló hatásmechanizmussal. A lítium potenciálja az AMPA receptorokat és az LTP-t miközben - a sunifiram hatásával ellentétesen - inaktiválja az Src kinázt és védelmet nyújt az NMDA receptorok által közvetített excitotoxicitás ellen.

## Fordítás
Ez a szócikk részben vagy egészben  a   Sunifiram című angol Wikipédia-szócikk ezen változatának fordításán alapul.  Az eredeti cikk szerkesztőit annak laptörténete sorolja fel. Ez a jelzés csupán a megfogalmazás eredetét és a szerzői jogokat jelzi, nem szolgál a cikkben szereplő információk forrásmegjelöléseként.